# 里勒河
里勒河（法語：Risle，法語發音：[ʁil]）是法國的河流，屬於塞纳河的左支流，河道全長145公里，流域面積2,310平方公里，發源自莱格勒，最終注入滨海贝维尔，平均流量每秒14立方米。

## 外部連結
- The Risle at the Sandre database （页面存档备份，存于）